# Csiba (Maros megye)
Csiba (vagy Csibafalva, románul: Ciba)  falu Romániában, Maros megyében. Közigazgatásilag Nyárádkarácson községhez tartozik.

## Története
A trianoni békeszerződésig Maros-Torda vármegye Marosi alsó járásához tartozott. 1968-ban teljesen összevonták a községközponttal, így adatait Nyárádkarácson adataihoz számították. 1966-ban 254 lakosa volt, ebből 252 magyar és 2 román nemzetiségű. Az utolsó önálló vallási adatok 1941-ből származnak, akkor 307-en református és 35-en római katolikus hitűek voltak, illetve 1 személy unitárius.
2006-ban újból különálló településsé alakul a községen belül.